# 臨滅度時本尊

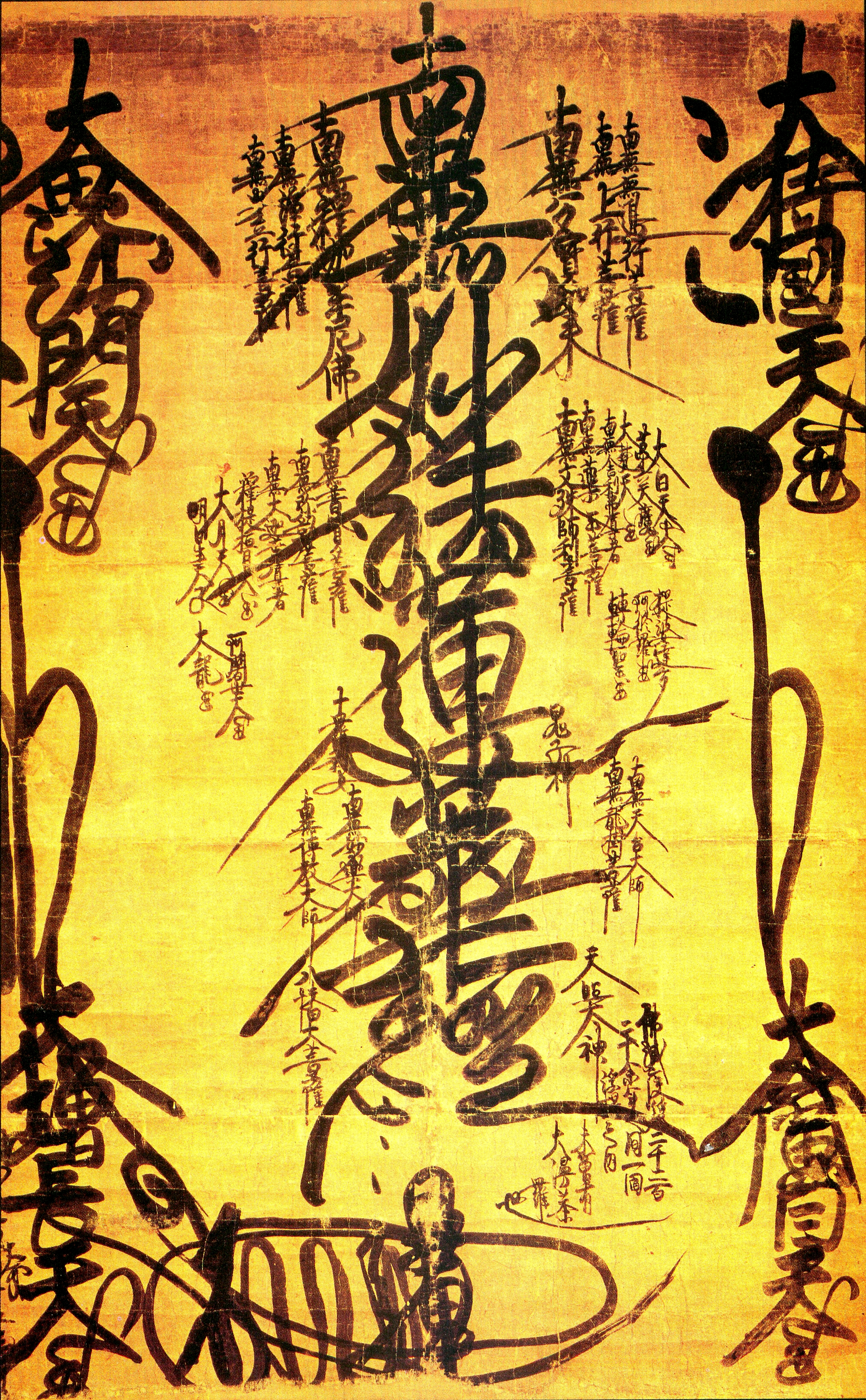
臨滅度時本尊

臨滅度時本尊（りんめつどじのほんぞん）は、神奈川県鎌倉市の妙本寺に伝来する日蓮筆の法華曼荼羅。1280年（弘安3年3月）頃製作。別名、蛇形本尊。

## 概要
日蓮が日朗に授与したという。高さ158センチ幅102センチほどの紙本墨書の大幅で、日蓮の臨終に枕頭に掲げられたという。蛇形本尊の別名は蓮の字のシンニュウが翻っているため。

## 参考資料
- 中尾尭、寺尾英智監修『図説 日蓮聖人と法華の至宝』同朋舎メディアプラン（2012年）
- 『「大日蓮展」図録』東京国立博物館（2003年）